# Damien Perquis (ur. 1986)
Damien Perquis (ur. 8 marca 1986 w Saint-Brieuc) – francuski piłkarz występujący na pozycji bramkarza we francuskim klubie Valenciennes FC. Wcześniej reprezentował także barwy Beauvais oraz SM Caen.

## Statystyki kariery
(aktualne na dzień 13 sierpnia 2015)
| Klub               | Sezon              | Liga                 | Liga  | Liga   | Puchar Francji | Puchar Francji | Puchar Ligi | Puchar Ligi | Suma  | Suma   |
| Klub               | Sezon              | Liga                 | Mecze | Bramki | Mecze          | Bramki         | Mecze       | Bramki      | Mecze | Bramki |
| ------------------ | ------------------ | -------------------- | ----- | ------ | -------------- | -------------- | ----------- | ----------- | ----- | ------ |
| Beauvais           | 2007/08            | Championnat National | 25    | 0      | 2              | 0              | –           | –           | 27    | 0      |
| SM Caen            | 2008/09            | Ligue 1              | 0     | 0      | 0              | 0              | 0           | 0           | 0     | 0      |
| SM Caen            | 2009/10            | Ligue 2              | 0     | 0      | 3              | 0              | 0           | 0           | 3     | 0      |
| SM Caen            | 2010/11            | Ligue 1              | 0     | 0      | 1              | 0              | 2           | 0           | 3     | 0      |
| SM Caen            | 2011/12            | Ligue 1              | 0     | 0      | 0              | 0              | 0           | 0           | 0     | 0      |
| SM Caen            | 2012/13            | Ligue 2              | 38    | 0      | 0              | 0              | 1           | 0           | 39    | 0      |
| SM Caen            | 2013/14            | Ligue 2              | 38    | 0      | 0              | 0              | 2           | 0           | 40    | 0      |
| SM Caen            | 2014/15            | Ligue 1              | 0     | 0      | 0              | 0              | 2           | 0           | 2     | 0      |
| Valenciennes FC    | 2015/16            | Ligue 1              | 2     | 0      | 0              | 0              | 0           | 0           | 2     | 0      |
| Ogólnie w karierze | Ogólnie w karierze | Ogólnie w karierze   | 103   | 0      | 6              | 0              | 7           | 0           | 116   | 0      |